# أشرف غوري
محمد أشرف غوري (من مواليد 17 سبتمبر 1973)، هو رسام كارتون ومُخرج ورجل أعمال هندي مقيم في دبي. اشتهر بإنشاء أول فيلم خيال علمي بتقنية سي جي أي في الإمارات العربية المتحدة الخطأ زيرو فيلم تشويق آلي مستقبلي عُرض في مهرجان كان السينمائي الثالث والستين. وباعتباره الفنان الذي يقف وراء الرواية المصورة العربية الشهيرة "عنترة" في الإمارات العربية المتحدة. وهو المُؤسس ورئيسها التنفيذي لشركة التصميم الرقمي إكسبانس سي جي أي.

## الحياة المهنية
انتقل غوري من حيدر أباد في الهند إلى دبي، الإمارات العربية المتحدة في سن الثانية. ظهر أول عمل احترافي له على صفحات المجلات التي تصدرها صحيفة الخليج تايمز. كان رسامًا منتظمًا في يونغ تايمز من عام 1989 حتى عام 2001 تخرج غوري من جامعة هيوستن، تكساس عام 1994.
كان غوري أحد أعضاء لجنة التحكيم لجوائز الإعلان العربي الكويتية في عامي 2006 و2007.
في عام 2007، أسس وكالة الإبداع الرقمي اكسبانس سي جي أي في دبي وبدأ صناعة الأفلام المستقلة وأخرج الخطأ زيرو في عام 2008. عُرض الفيلم لأول مرة في مهرجان الخليج السينمائي الثالث وعُرض أيضًا في مهرجان كان السينمائي الثالث والستين والنسخة العاشرة من مهرجان لندن الدولي للخيال العلمي والأفلام الخيالية. في عام 2010، كان غوري المدير الفني لأول فيلم هندي إماراتي "ملال". عمل كفنان رقمي كبير في تلفزيون البينة من عام 2016 إلى عام 2017. حصل غوري على التأشيرة الذهبية لدولة الإمارات العربية المتحدة عام 2022 تقديرًا لإنجازاته الإبداعية في الدولة. -بحاجة لمصدر-

## الفنان
أنتج غوري أعمالًا لناشري الكتب المصورة بما في ذلك Dark Horse Comics و IDW Publishing.
نظمت كلية سان جاسينتو في باسادينا تكساس معرضا فنيا كوميديا لأعمال غوري في عام 1993. في عام 1994، كان غوري أحد الأعضاء المؤسسين لشركة Tempest Comics في هيوستن، تكساس، وأنتج سلسلة مصغرة مكونة من 4 أعداد بعنوان "Tempest Comics Presents". وكان فنانا مميزا في معرض دالاس فانتازي عام 1994 (دالاس، تكساس).
في أبريل 2012، كان غوري ضيف شرف إلى جانب ألفين لي ولي تاونسند ويشان لي في أول معرض الشرق الأوسط للأفلام والقصص المصورة، الإمارات العربية المتحدة، وفي معرض IGN الافتتاحي في الشرق الأوسط في يوليو 2013 في عام 2013، ساهم غوري في العمل Dark Horse Comics بالتعاون مع الكاتبة أليكس دي كامبي.
في عام 2015، تعاون غوري مع مغني الراب العربي ناصري لإنشاء مشروع متعدد الوسائط يسمى World War Free Now والذي جمع بين الموسيقى والفيديو والقصص المصورة معًا. تم إصدار نسخة فكاهية محدودة كقطعة مصاحبة لألبوم نارسي. في عام 2018، نال عمله على الرواية المصورة العربية "عنترة" استحسان النقاد ووصفوها بأنها "تجربة تستحق الثناء" مشيرًا إلى "تعدد الاستخدامات والعبقرية المطلقة للفنان".
في عام 2023، عُين غوري سفيرا للفنون لمتحف ميتافيرس للفنون.

## وسائل التواصل الاجتماعي
يُصنف غوري كشخصية مؤثرة بارزة على وسائل التواصل الاجتماعي في دولة الإمارات العربية المتحدة. من عام 2011 إلى عام 2014، كان غوري هو المؤثر الفني المميز لسلسلة نوت من سامسونج. في أبريل 2014، كان غوري سفير وسائل التواصل الاجتماعي لحملة "التميز" التي أطلقتها شركة فورد الشرق الأوسط لمنطقة الشرق الأوسط وشمال أفريقيا ومرة أخرى في عام 2015 للترويج لسيارة فورد موستانج 2016 في حملة #ExperienceFord على وسائل التواصل الاجتماعي. وفي أبريل 2016، كان وجه حملة Microsoft #DoGreatThingsDXB للترويج لنظام التشغيل ويندوز 10 وإطلاق مايكروسوفت سورفيس برو 4 في الخليج.
يشارك غوري في الفعاليات المتعلقة بالتصميم والسينما وريادة الأعمال في دولة الإمارات العربية المتحدة.

## الجوائز
- المنتدى الاقتصادي العالمي – جائزة التميز، 2015
- جوائز الاستوديو الرقمي - أفضل مخرج سينمائي صاعد، 2011[44][45]
- جوائز صنع في الإمارات – جائزة الإنجاز المتميز، 2011

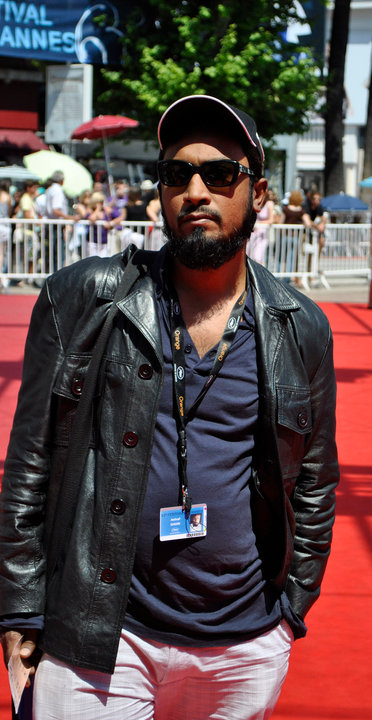
أشرف غوري على السجادة الحمراء لمهرجان كان السينمائي بدورته الـ63

## فيلموغرافيا
- 2023 باب (فيلم روائي طويل)
- 2022 محارب الصحراء (فيلم روائي طويل)
- 2012 الجن (فيلم روائي طويل)
- 2010 ليفيتي - زيرو إررور ماينس 1 (08:00، فيلم رسوم متحركة رقمي) – كاتب، مخرج، منتج
- 2010 ملال (فيلم قصير) – مدير فني، منتج مشارك (اكسبانس سي جي أي)
- 2009 مدينة الحياة (فيلم روائي طويل) – مصمم جرافيك
- 2006 عربانا (فيلم قصير) – منتج مشارك